# Pacowszczyzna (gmina)
Pacowszczyzna – dawna gmina wiejska istniejąca do 1926 roku w woj. nowogródzkim (obecnie na Białorusi). Siedzibą gminy była wieś Pacowszczyzna (138 mieszk. w 1921 roku).
W okresie międzywojennym gmina Pacowszczyzna należała do powiatu słonimskiego w woj. nowogródzkim. Gminę zniesiono z dniem 22 stycznia 1926, a jej obszar włączono do gmin Kozłowszczyzna, Zdzięcioł i Bielica.